# Erythrodontium rotundifolium
Erythrodontium rotundifolium är en bladmossart som beskrevs av Jean Édouard Gabriel Narcisse Paris 1894. Erythrodontium rotundifolium ingår i släktet Erythrodontium och familjen Entodontaceae. Inga underarter finns listade i Catalogue of Life.